# Nam Đồ Sơn
Phường Nam Đồ Sơn là một phường thuộc thành phố Hải Phòng.

## Địa lý
Phường Nam Đồ Sơn có vị trí địa lý:
- Phía bắc giáp phường Dương Kinh.
- Phia nam giáp vịnh Bắc Bộ.
- Phía tây giáp xã Kiến Hải.
- Phía đông giáp phường Đồ Sơn.

## Lịch sử
Địa giới phường Nam Đồ Sơn trước đây thuộc quận Đồ Sơn, thành phố Hải Phòng.
Ngày 16 tháng 6 năm 2025, Ủy ban Thường vụ Quốc hội bàn hành Nghị quyết sắp xếp các đơn vị hành chính cấp xã thuộc thành phố Hải Phòng năm 2025. Theo đó, sắp xếp toàn bộ diện tích tự nhiên, quy mô dân số của các phường Minh Đức, Bàng La, Hợp Đức, một phần diện tích tự nhiên, quy mô dân số của phường Vạn Hương và phường Ngọc Xuyên thành phường mới có tên gọi là phường Nam Đồ Sơn.
Căn cứ theo đề án sắp xếp đơn vị hành chính cấp xã của thành phố Hải Phòng năm 2025, phường Nam Đồ Sơn được thành lập từ:
- Toàn bộ diện tích tự nhiên là 9,57 km² và quy mô dân số là 10.758 người của phường Bàng La;
- Toàn bộ diện tích tự nhiên 5,63 km² và quy mô dân số là 10.045 người của phường Hợp Đức;
- Toàn bộ diện tích tự nhiên là 5,36 km² và quy mô dân số là 8.937 người của phường Minh Đức;
- Một phần diện tích tự nhiên là 0,13 km² và quy mô dân số là 600 người của phường Vạn Hương;
- Một phần diện tích tự nhiên là 0,31 km² và quy mô dân số là 32 người của phường Ngọc Xuyên.

Phường Nam Đồ Sơn có diện tích tự nhiên là 21,00 km2 (đạt 381,82% so với quy định), quy mô dân số là 30.372 người (đạt 67,49 % so với quy định).
Về tên gọi, phường Nam Đồ Sơn kế thừa tên gọi của quận Đồ Sơn trước kia. Tuy nhiên, về vị trí địa lý, phường Nam Đồ Sơn nằm phía tây của trung tâm quận Đồ Sơn cũ, nay là phường Đồ Sơn.